# Dunlop World Challenge 2012
Dunlop World Challenge 2012 — 5-й розыгрыш ежегодного профессионального международного теннисного турнир, проводимый ITF в рамках своего женского тура и ATP в рамках своего тура Challenger в японском городе Тоёта. Соревнования прошли с 19 по 25 ноября на крытых ковровых кортах комплекса Sky Hall Toyota.
Чемпионы прошлого года:
- мужской одиночный разряд:  Тацума Ито
- женский одиночный разряд:  Тамарин Танасугарн
- мужской парный разряд:  Хироки Кондо /  И Чжухуань
- женский парный разряд:  Макото Ниномия /  Рико Саваянаги

## Соревнования

### Одиночные турниры

#### Мужчины
Михал Пшисенжний обыграл  Хироки Морию со счётом 6-2, 6-3.

#### Женщины
Штефани Фёгеле обыграла  Кимико Датэ-Крумм со счётом 7-63, 6-4.
- Фёгеле выигрывает 2й титул в сезоне и 6й за карьеру на соревнованиях тура федерации.
- Датэ-Крумм уступает 1й финал в сезоне и 4й за карьеру на соревнованиях тура федерации.

### Парные турниры

#### Мужчины
Филипп Освальд /  Мате Павич обыграли  Андреа Арнабольди /  Маттео Виолу со счётом 6-3, 3-6, [10-2].

#### Женщины
Эшли Барти /  Кейси Деллакква обыграли  Мики Миямуру /  Варатчаю Вонгтинчай со счётом 6-1, 6-2.
- Барти выигрывает 4й титул на соревнованиях тура федерации.
- Деллакква выигрывает 2й титул в сезоне и 23й за карьеру на соревнованиях тура федерации.